# Етторе Толомеї
Етторе Толомеї (італ. Ettore Tolomei; 16 серпня 1865, Роверето — 25 травня 1952, Рим) — італійський географ і журналіст, іредентист. Увійшов в історію тим, що в роки правління фашистів перейменував з німецької на італійську близько восьми тисяч населених пунктів і топонімів у Південному Тіролі.

## Ранні роки
Народився в м. Роверето (провінція Тренто, земля Тіроль, Австро-Угорщина) в сім'ї торговця деревиною. Мав австрійське громадянство. Закінчив гімназію в Роверето; потім вивчав лінгвістику у Флоренції і Римі, де вступив до товариства Данте Аліг'єрі. Після отримання освіти викладав в італійських школах в Тунісі, Салоніках, Ізмірі і Каїрі. 1901 року повернувся до Італії та був призначений генеральним інспектором італійських шкіл за кордоном.
У 1890 році заснував журнал La Nazione Italiana — рупор італійських націоналістів. У ньому, зокрема, обговорювалися питання належності Тренто і Трієста, що перебували в той час під владою Австро-Угорщини, а також Леванту і Північної Африки.
Наприкінці століття інтерес Толомеї пересунувся на північ. За його переконанням природний північний кордон Італії проходив головним вододілом в Альпах: перевалами Решен і Бреннер, попри те, що в цих районах жили переважно німецькомовні австрійці.
Серед населення Південного Тіролю були представлені ладини — етнічна група, що говорить ретороманською мовою (Південний Тіроль, Тренто і Беллуно). Толомеї вирішив використовувати ладинів як «італійський клин у германськомовному регіоні».
1904 року здійснив сходження на пік Klockerkarkopf (широта — 47.091112; довгота — 12.180556), який він помилково вважав найпівнічнішою вершиною вододілу в Тірольських Альпах. Оголосив себе першим, хто підкорив цей пік, і перейменував вершину в пік «Вершина Італії» (італ. Vetta d'italia), маючи на увазі певну політичну мету. Саме ця назва з'явилася пізніше на італійських картах. 1938 року король Віктор Еммануїл III надав Толомеї титул «графа вершини» (Conte della Vetta).
1906 року Толомеї заснував журнал Archivio per l' Alto Adige. Основною метою видання була пропаганда італізації Південного Тіролю . Частиною пропаганди була місцева топоніміка: на підставі нібито наявних архівів для кожного селища в Південному Тіролі було «знайдено» італійську назву, начебто недавно замінену на німецьку.

## Перша світова війна
1914 року, на початку Першої Світової Війни, Толомеї втік до Риму, щоб уникнути призову в австрійську армію. До цього часу йому вдалося надати району між перевалом Бреннер і долиною  Salurner Klause  видимість етнічної належності до Італії.
Після вступу Італії у війну на боці Антанти в 1915 році Толомеї вступив в італійську армію під ім'ям «Eugenio Treponti» і отримав посаду в комітеті начальників штабів. Продовжував лобіювати ідею анексії Південного Тіролю. Зокрема, пропонував перевчити місцеве населення з німецької на італійську, не виключаючи можливості депортацій. 1916 року опублікував список Prontuario dei nomi locali-Alto Adige, що містив понад 10 тисяч населених пунктів та топонімів Південного Тіролю, назви яких було змінено з німецької на італійську. Дослідники відзначають це масове перейменування, здійснене однією людиною, як унікальне в історії.
У 1916 і 1917 роках співпрацював із військово-географічним Інститутом (нині — Де Агостіні) у виготовленні географічних карт, які зображали Південний Тіроль як частину Італії. Ці карти були використані італійською делегацією на Паризькій мирній конференції, аби справити враження про споконвічну належність цього регіону до Італії.
Після окупації Тіролю італійськими військами Толомеї активно виступав за рішучі заходи для радикальних змін етнічної ситуації в регіоні. Він був призначений комісаром з мови й культури в Альто-Адідже, однак його пропозиції не були прийняті урядом. Становище змінилося після приходу до влади фашистів.

## Італізація Південного Тіролю

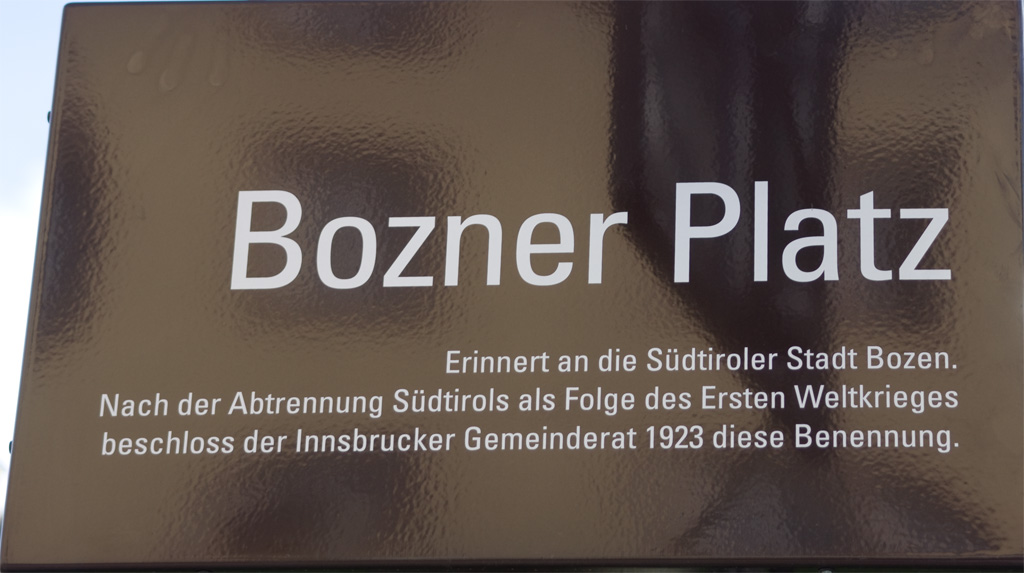
Вуличний знак в Інсбруку, Північний Тіроль, на честь міста Bozen (Південний Тіроль), перейменованого в 1923 році в Больцано.

2 жовтня 1922 року Толомеї на чолі групи чорносорочечників захопив мерію міста Больцано і переконав комісара Луїджі Понте змістити мера; наступного дня це повторилося в Тренто. Це стало фактичним кінцем демократії в області Трентіно-Альто Адідже. Починаючи з 1923 року, за підтримки Беніто Муссоліні Толомеї взяв курс на італізацію. Назви близько 8000 місць були змінені, і італійська мова була зроблена єдиною офіційною. Справа не обмежилася перейменуванням міст і селищ: жителів примушували змінювати прізвища і вчити італійську. План Толомеї містив 32 пункти, з яких найхарактернішими були такі:
- заборона назви «Тіроль» і її варіацій;
- закриття шкіл німецькою мовою;
- заборона партій, які виражали інтереси німецькомовного населення;
- запровадження італійської мови як єдиної офіційної мови;
- закриття газет німецькою.

1939 року зусилля Толомеї призвели до укладення угоди з Південним Тіролем, яка давала жителям регіону вибір із двох варіантів: залишитися в Італії або емігрувати в нацистську Німеччину, — так званий «варіант für Deutschland».
Після капітуляції Італії 1943 року німці заарештували Толомеї та відправили його до концентраційного табору Дахау, однак незабаром перевели в санаторій у Тюрингії.
За політику італізації Південного Тіролю німецькомовні мешканці називали Толомеї «трунарем Південного Тіролю».

## Історична спадщина
Похований в м. Монтанья (нім. Montan). Толомеї просив поховати його обличчям на північ, щоб він міг спостерігати за тим, як останній німецькомовний з Південного Тіролю виїде до Австрії. Цього не сталося. Після Другої світової війни німецьку було відновлено як офіційну мову поряд з італійською. Однак багато топонімів, змінених Толомеї в роки фашизму, досі мають італійські назви, що викликає протести переважно німецькомовного населення. Політики не можуть дійти згоди щодо географічних назв, що викликає тертя між італійською та німецькою громадами. Деякі групи, як-от Suedtiroler Freiheit (невелика партія, яка виступає за незалежність від Італії) вимагають скасування всіх назв, зроблених Толомеї:

Все, що фашисти зробили для того, аби довести належність Південного Тіролю до Італії, — чого ніколи не було, — є культурним злочином, який не має права на існування. Оригінальний текст (англ.)
Everything that fascism did with the aim of rewriting South Tyrolean history, with the aim of making South Tyrol Italian - which it never was - is a cultural crime and has no right to exist.

## Нагороди
- Орден Корони Італії — двічі: 12.04.1920, 16.11.1931
- Орден Почесного легіону — 1935